# Tenor (rappeur)
Ténor Ebanflang, de son vrai nom Thierry Mengoumou Ayia (né le 11 avril 1998 à Yaoundé),  est un rappeur camerounais. Il commence sa carrière musicale en 2014, et se fait connaitre sur la scène nationale et internationale en 2016 grâce au succès de son titre Do le Dab. Il est désigné par la chaine de télévision Trace TV comme le phénomène du rap africain.

## Biographie
Né à Yaoundé en 1998, Ténor commence ses études à Yaoundé, qu'il quitte plus tard pour la ville de Bertoua où il passe quelques années avant de revenir à Yaoundé, où il termine son cycle primaire avec l’obtention de son Certificat d’Études Primaires à l’école Saint Vincent Palloti de Nkol-eton. En 2009, il entame ses études secondaires au Collège de la Retraite et obtient son brevet d’études du premier cycle (BEPC) au collège catholique Père Monti. Il décide alors de continuer dans l’enseignement technique et obtient en 2015 son Probatoire en action et communication commerciales au Lycée Technique d’Edéa. Du fait du succès rencontré dans sa carrière musicale, il décide de mettre une pause à ses études en 2016, alors qu’il est en classe de Terminale sans avoir pu obtenir son baccalauréat.
Le 15 juillet 2021, Tenor est impliqué dans un accident de voiture à Douala au Cameroun ayant entraîné la mort d'une jeune fille de 22 ans, une de ses fans. Tenor est poursuivi pour homicide involontaire.

### Incarcération à la suite d'un accident le 15 juillet 2021 (1 mois et 29 jours)
Le 30 juillet 2021, il est placé à la prison centrale de New-Bell à la suite d'un accident de la circulation ayant entrainé la mort de Erika Mouliom. Le 27 septembre 2021, il obtient sa mise en liberté provisoire du Tribunal de première instance de Douala Bonanjo.

## Carrière musicale
La carrière musicale de Ténor commence en 2014 alors qu'il n'est encore qu'un élève, âgé de 16 ans et passionné de musique, il se lance rapidement et fini par embrasser la musique comme métier . Cette année, il sort son premier titre, un freestyle intitulé Camerounais. Son premier single Alelouyah sort en 2015; mais c'est le titre Do le Dab sorti en 2016 qui le fera connaitre au grand public. En 2016, il rejoint le label War Machine, avec lequel il sort le titre Do le Dab, qui rencontre un franc succès. Ce titre lui permet d'être nommé à l'édition 2016 des Canal 2'Or dans les catégories révélation de l’année et chanson populaire. Il ne remporte pas de prix, mais marque cette édition grâce à la première dame du Cameroun Chantal Biya, qui danse sur sa chanson et réalise un dab historique.  
En mai 2017, après une année de collaboration, il quitte le label War Machine,. Il évolue pendant quelques mois en tant qu’artiste indépendant, jusqu’en novembre 2017, où il rejoint le label Universal Music Africa. Il signe avec le label international pour 2 albums et devient ainsi le premier artiste camerounais et d’Afrique Centrale à intégrer la branche africaine de la maison de disque Universal Music. ll y rejoint ainsi d'autres grands noms de la musique africaine tels que les ivoiriens Kiff No Beat et DJ Arafat.

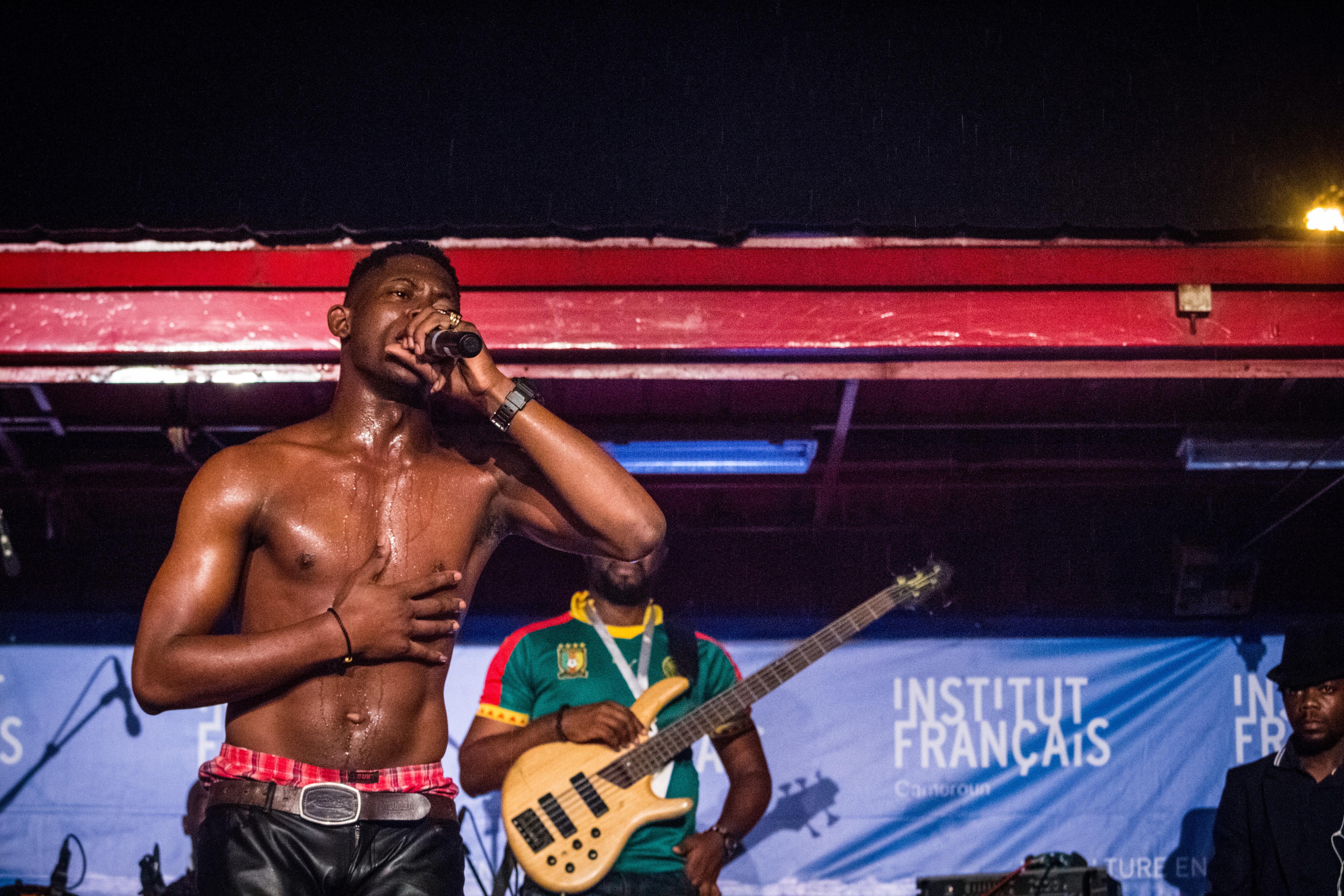
Tenor sur scène en 2017

 En 2017, il sort les titres Kaba Ngondo et Bad Things et collabore avec Mani Bella pour le titre Déranger et avec DJ Arafat pour le titre Chicoter les tympans. Grâce à ces titres, il remporte 3 prix aux Balafon Music Awards, celui de Révélation de l’année, Artiste de l’année et Meilleur clip de l’année,.
En mai 2018, il sort son premier EP, un projet de 7 titres intitulé Nnom Ngui,.
Le 18 août 2018, il organise un concert populaire au Palais des sports de Yaoundé.
Il a évolué sous le label international Universal Music Africa de novembre 2017 jusqu'en mai 2020 où il a rejoint  Def Jam Africa. Il signe sous le label Def Jam Africa qui a été lancé le 26 mai 2020.

## Discographie

### Albums
- 2018: Nnom Ngui (EP)
- 2021 : Terre Mère (EP)
- 2023: Sorry For The Rap (Mixtape)

### Singles
- 2014: Camerounais
- 2015: Ebanflang
- 2015: Aleyouyah
- 2015: Dorobucci
- 2016: Nathalie
- 2016: Do le Dab
- 2016: La fille là est laide
- 2017: Kaba Ngondo
- 2017: Purple Lamborghini (African Remix)
- 2017: Bahatland
- 2017: Bad Things
- 2018: Tronement Parlant
- 2018: A l'imparfait
- 2018: LVMH
- 2018: Appeler feat. Kiff No Beat
- 2018: Balance
- 2019: Besoin de sourire
- 2019: Speedy
- 2019: C'est bon
- 2022: Zéro[23]
- 2022: Profiter

### Collaborations
- 2017: Déranger avec Mani Bella
- 2017: Chicoter les tympans avec DJ Arafat
- 2017: On ne vous a pas laissé avec Ghislain Dimaï
- 2017: Power avec Locko, Magasco, Mink's et Rythmz
- 2018: Power 2 avec Magasco, Locko, Mimie et Mink's
- 2018: Balancé avec Ko-C
- 2018: Tchaga avec Dj Arafat
- 2018: Ce n'est pas bon avec Kiff No Beat
- 2019: Éliminer avec Vaska (projet à venir)
- 2019: USA avec Tal-B
- 2019: Pardon pars de Nabila
- 2021: Vinogo avec Kayawoto
- 2022: Salazar avec Cysoul
- 2023: Ti Ta Ti avec Poison Mobutu & dj Spilulu

## Récompenses et nominations

### Canal 2'Or
| Année | Travail nommé | Catégorie                             | Résultat   |
| ----- | ------------- | ------------------------------------- | ---------- |
| 2016  | Do le Dab     | Chanson populaire                     | Nomination |
| 2021  | Tenor         | Meilleur artiste masculin Afro Urbain | Lauréat    |

### Balafon Music Awards
| Année | Travail nommé | Catégorie                | Résultat |
| ----- | ------------- | ------------------------ | -------- |
| 2017  | Ténor         | Révélation de l’année    | Lauréat  |
| 2017  | Ténor         | Artiste de l’année       | Lauréat  |
| 2017  | Bad things    | Meilleur clip de l’année | Lauréat  |

### HAPA Music Awards
| Année | Travail nommé | Catégorie        | Résultat   |
| ----- | ------------- | ---------------- | ---------- |
| 2017  | Ténor         | Meilleur rappeur | Nomination |